# Fourth Division 1989-1990
La Fourth Division 1989-1990, conosciuta anche con il nome di Barclays Fourth Division per motivi di sponsorizzazione, è stato il 32º campionato inglese di calcio di quarta divisione. La stagione regolare ha avuto inizio il 19 agosto 1989 e si è conclusa il 5 maggio 1990, mentre i play off si sono svolti tra il 13 ed il 26 maggio 1990. Ad aggiudicarsi il titolo è stato l'Exeter City, al primo successo nella competizione. Le altre tre promozioni in Third Division sono state invece conseguite dal Grimsby Town (2º classificato), dal Southend United (3º classificato, che torna dopo un solo anno nella categoria superiore) e dal Cambridge United (vincitore dei play off).
Capocannoniere del torneo è stato Brett Angell (Stockport County) con 23 reti.

## Stagione

### Novità
A partire da questa stagione la finale dei play off si svolge in gara unica. In caso di pareggio vengono disputati i tempi supplementari ed eventualmente si procede all'esecuzione dei calci di rigore.
Al termine della stagione precedente, insieme ai campioni di lega del Rotherham United, salirono direttamente in Third Division anche: il Tranmere Rovers (2º classificato) ed il Crewe Alexandra (3º classificato). Mentre il Leyton Orient che giunse al 6º posto, riuscì a raggiungere la promozione attraverso i play-off. Il Darlington, ultimo classificato, non riuscì invece a mantenere la categoria e dopo sessantasette anni di interrotta militanza nella Football League, scese in Conference League.
Queste cinque squadre furono rimpiazzate dalla quattro retrocesse dalla Third Division: Southend United, Chesterfield, Gillingham (sceso dopo sedici anni nel quarto livello del calcio inglese) ed Aldershot e dalla neopromossa proveniente dalla Conference League: Maidstone United (al debutto nel calcio professionistico inglese).

### Formula
Le prime tre classificate venivano promosse direttamente in Third Division, insieme alla vincente dei play off a cui partecipavano le squadre giunte dal 4º al 7º posto. Mentre l'ultima classificata retrocedeva in Conference League.

## Squadre partecipanti
| Squadra             | Città           | Stadio                    | Stagione precedente                     |
| ------------------- | --------------- | ------------------------- | --------------------------------------- |
| Aldershot           | Aldershot       | Recreation Ground         | 24º posto in Third Division, retrocesso |
| Burnley             | Burnley         | Turf Moor                 | 16º posto in Fourth Division            |
| Cambridge Utd       | Cambridge       | Abbey Stadium             | 8º posto in Fourth Division             |
| Carlisle United     | Carlisle        | Brunton Park              | 12º posto in Fourth Division            |
| Chesterfield        | Chesterfield    | Saltergate                | 22º posto in Third Division, retrocesso |
| Colchester United   | Colchester      | Layer Road                | 22º posto in Fourth Division            |
| Doncaster Rovers    | Doncaster       | Belle Vue                 | 23º posto in Fourth Division            |
| Exeter City         | Exeter          | St James Park             | 13º posto in Fourth Division            |
| Gillingham          | Gillingham      | Priestfield Stadium       | 23º posto in Third Division, retrocesso |
| Grimsby Town        | Grimsby         | Blundell Park             | 9º posto in Fourth Division             |
| Halifax Town        | Halifax         | The Shay                  | 21º posto in Fourth Division            |
| Hartlepool United   | Hartlepool      | Victoria Park             | 19º posto in Fourth Division            |
| Hereford United     | Hereford        | Edgar Street              | 15º posto in Fourth Division            |
| Lincoln City        | Lincoln         | Sincil Bank               | 10º posto in Fourth Division            |
| Maidstone Utd       | Maidstone       | Watling Street (Dartford) | 1º posto in Conference League, promosso |
| Peterborough United | Peterborough    | London Road               | 17º posto in Fourth Division            |
| Rochdale            | Rochdale        | Spotland Stadium          | 18º posto in Fourth Division            |
| Scarborough         | Scarborough     | Seamer Road               | 5º posto in Fourth Division             |
| Scunthorpe United   | Scunthorpe      | Glanford Park             | 4º posto in Fourth Division             |
| Southend United     | Southend on Sea | Roots Hall                | 21º posto in Third Division, retrocesso |
| Stockport County    | Stockport       | Edgeley Park              | 20º posto in Fourth Division            |
| Torquay United      | Torquay         | Plainmoor                 | 14º posto in Fourth Division            |
| Wrexham             | Wrexham         | Racecourse Ground         | 7º posto in Fourth Division             |
| York City           | York            | Bootham Crescent          | 11º posto in Fourth Division            |

## Classifica finale
|  | Pos. | Squadra          | Pt | G  | V  | N  | P  | GF | GS | DR  |
|  | ---- | ---------------- | -- | -- | -- | -- | -- | -- | -- | --- |
|  | 1    | Exeter City      | 89 | 46 | 28 | 5  | 13 | 83 | 48 | +35 |
|  | 2    | Grimsby Town     | 79 | 46 | 22 | 13 | 11 | 70 | 47 | +23 |
|  | 3    | Southend Utd     | 75 | 46 | 22 | 9  | 15 | 61 | 48 | +13 |
|  | 4    | Stockport County | 74 | 46 | 21 | 11 | 14 | 68 | 62 | +6  |
|  | 5    | Maidstone Utd    | 73 | 46 | 22 | 7  | 17 | 77 | 61 | +16 |
|  | 6    | Cambridge Utd    | 73 | 46 | 21 | 10 | 15 | 76 | 66 | +10 |
|  | 7    | Chesterfield     | 71 | 46 | 19 | 14 | 13 | 63 | 50 | +13 |
|  | 8    | Carlisle Utd     | 71 | 46 | 21 | 8  | 17 | 61 | 60 | +1  |
|  | 9    | Peterborough Utd | 68 | 46 | 17 | 17 | 12 | 59 | 46 | +13 |
|  | 10   | Lincoln City     | 68 | 46 | 18 | 14 | 14 | 48 | 48 | 0   |
|  | 11   | Scunthorpe Utd   | 66 | 46 | 17 | 15 | 14 | 69 | 54 | +15 |
|  | 12   | Rochdale         | 66 | 46 | 20 | 6  | 20 | 52 | 55 | -3  |
|  | 13   | York City        | 64 | 46 | 16 | 16 | 14 | 55 | 43 | +12 |
|  | 14   | Gillingham       | 62 | 46 | 17 | 11 | 18 | 46 | 48 | -2  |
|  | 15   | Torquay Utd      | 57 | 46 | 15 | 12 | 19 | 53 | 66 | -13 |
|  | 16   | Burnley          | 56 | 46 | 14 | 14 | 18 | 45 | 55 | -10 |
|  | 17   | Hereford Utd     | 55 | 46 | 15 | 10 | 21 | 56 | 62 | -6  |
|  | 18   | Scarborough      | 55 | 46 | 15 | 10 | 21 | 60 | 73 | -13 |
|  | 19   | Hartlepool Utd   | 55 | 46 | 15 | 10 | 21 | 66 | 88 | -22 |
|  | 20   | Doncaster        | 51 | 46 | 14 | 9  | 23 | 53 | 60 | -7  |
|  | 21   | Wrexham          | 51 | 46 | 13 | 12 | 21 | 51 | 67 | -16 |
|  | 22   | Aldershot        | 50 | 46 | 12 | 14 | 20 | 49 | 69 | -20 |
|  | 23   | Halifax Town     | 49 | 46 | 12 | 13 | 21 | 57 | 65 | -8  |
|  | 24   | Colchester Utd   | 43 | 46 | 11 | 10 | 25 | 48 | 75 | -27 |

Legenda:
      Promosso in Third Division 1990-1991.
  Ammesso ai play-off.
      Retrocesso in Conference League 1990-1991.
Regolamento:
Tre punti a vittoria, uno a pareggio, zero a sconfitta.
In caso di arrivo di due o più squadre a pari punti, la graduatoria verrà stilata secondo i seguenti criteri:
- differenza reti
- maggior numero di gol segnati

Note:

Chesterfield ammesso ai play-off per miglior differenza reti rispetto al Carlisle United.

## Spareggi

### Play-off

#### Tabellone
|  | Semifinali | Semifinali       | Semifinali | Semifinali | Semifinali |  |  | Finale        | Finale        | Finale |  |
|  |            |                  |            |            |            |  |  |               |               |        |  |
|  | 7          | Chesterfield     | 4          | 2          | 6          |  |  |               |               |        |  |
|  | 4          | Stockport County | 0          | 0          | 0          |  |  | Chesterfield  | Chesterfield  | 0      |  |
|  | 6          | Cambridge Utd    | 1          | 2          | 3          |  |  | Cambridge Utd | Cambridge Utd | 1      |  |
|  | 5          | Maidstone Utd    | 1          | 0          | 1          |  |  |               |               |        |  |

#### Semifinali
|                  | Risultati |                  | Luogo e data                 |
| ---------------- | --------- | ---------------- | ---------------------------- |
| Cambridge United | 1-1       | Maidstone United | Cambridge, 13 maggio 1990    |
| Maidstone United | 0-2 (dts) | Cambridge United | (Dartford), 16 maggio 1990   |
|                  |           |                  |                              |
| Chesterfield     | 4-0       | Stockport County | Chesterfield, 13 maggio 1990 |
| Stockport County | 0-2       | Chesterfield     | Stockport, 16 maggio 1990    |
|                  |           |                  |                              |

#### Finale
|                  | Risultati |              | Luogo e data                             |
| ---------------- | --------- | ------------ | ---------------------------------------- |
| Cambridge United | 1-0       | Chesterfield | Londra (Wembley Stadium), 26 maggio 1990 |
|                  |           |              |                                          |